# Verlagssystem
Verlagssystem ist ein historischer Begriff für Formen der dezentralen Arbeitsorganisation wie die heutige Heimarbeit.
Das Bestimmungswort „Verlag“ hat vom Begriffsinhalt nichts mit dem heute verwendeten Begriff des Verlags und des davon abgeleiteten Nomen Agentis des Verlegers zu tun, sondern ist darauf zurückzuführen, dass früher ein Unternehmer einem Heimarbeiter den Kauf von Rohstoffen vorfinanzierte („vorlegte“ oder „verlegte“), damit der Heimarbeiter bestimmte Waren in seiner Wohnung herstellen konnte. Das Verb „verlegen“ bedeutete im Mittelhochdeutschen „Geld ausgeben“ oder „etwas auf seine Rechnung nehmen“; „Verleger“ war also derjenige, der „anderen das Rohmaterial … so lange vorschießt, bis es an den Konsumenten gelangt ist“. „Verlegen“ war mithin die Vorfinanzierung der Rohstoffe durch den Unternehmer, die durch den Heimarbeiter zu Produkten weiterverarbeitet wurden, welche der Unternehmer dann auf eigenes Unternehmerrisiko verkaufte.

## Geschichte
Dieses Verlagssystem entstand im 13. Jahrhundert in Flandern und im 14. Jahrhundert in Norditalien, wo ehemals selbständige Handwerker in die Abhängigkeit von im Fernhandel tätigen Großkaufleuten gerieten, die ihnen die Rohstoffe zur Produktion in Heimarbeit vorlegten. Seit der Zeit um 1400 wurde das Verlagssystem nach französischen und italienischen Vorbildern zunächst in Süddeutschland (vor allem in der schwäbischen Tuchproduktion und im Nürnberger Metallgewerbe) üblich, wobei ein meist dem Kaufmannsstand angehöriger Verleger dem produzierenden Handwerker Aufträge erteilte, die Rohstoffe vorstreckte („verlegte“), die Produkte gegen Festpreise abnahm und den Vertrieb der Waren organisierte. Herzog Lodovico Moro von Mailand verbot vor 1494 das Verlagssystem im Wollgewerbe. In England bestand das Verlagssystem zwischen der Mitte des 15. Jahrhunderts und der Mitte des 18. Jahrhunderts.

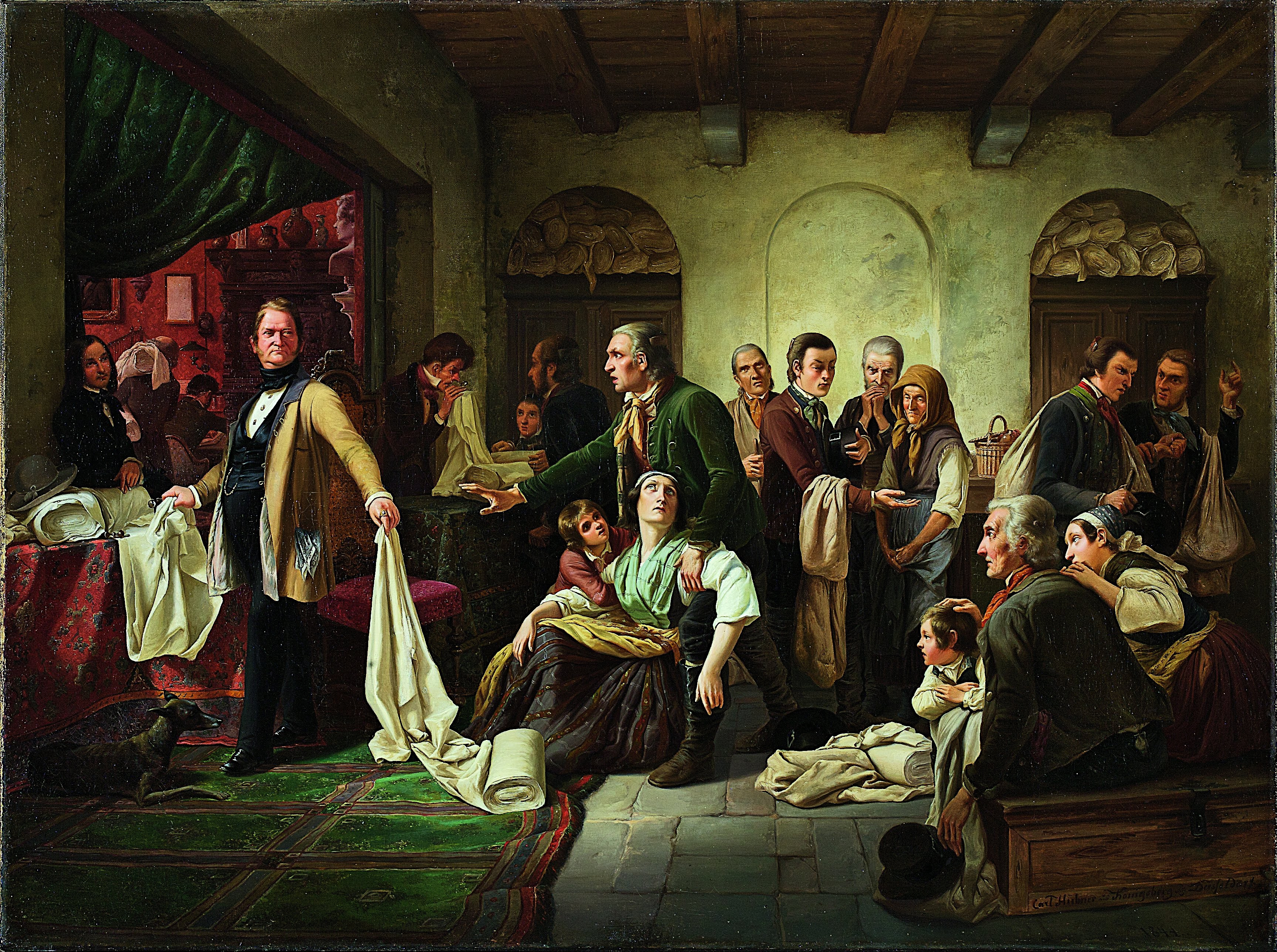
Carl Wilhelm Hübner: Die schlesischen Weber, 1844 – sozialkritische Darstellung des Verlagssystems in der Genremalerei des 19. Jahrhunderts

Die Frühindustrialisierung kannte zunächst den Begriff des Verlagssystems, dessen Ausweitung in den Jahren nach 1830 nicht nur darauf zurückzuführen war, dass ehemals selbständige Weber sich auf der Suche nach Arbeit an die Fabriken wandten, sondern, dass immer mehr Arbeitskräfte das Weben aufnahmen. In der Proto-Industrialisierung war das Verlagssystem als Organisationsform der dezentralen Produktion von erheblicher Bedeutung. Ein in einer Stadt ansässiger Unternehmer („Verleger“) ließ in Heimarbeit produzieren, indem er den Heimarbeitern Rohstoffe (etwa Baumwolle) zur Verfügung stellte und für die hergestellte Ware (Textilien) einen Lohn bezahlte. Der Verleger bezahlte die Rohstoffe (er trat in Vorlage), bevor er sie an die Heimarbeiter zwecks Weiterverarbeitung übergab.
Arme Bauern, so wird 1889 berichtet, mussten Webstühle aufstellen, um weiter zu existieren. In der deutschen Landwirtschaft verbreitete sich die Hausindustrie vor allem in den Wintermonaten. Karl Bücher definierte 1892 Verlagssystem als „diejenige Art des gewerblichen Großbetriebs, bei welcher ein Unternehmer regelmäßig eine größere Zahl von Arbeitern außerhalb seiner eigenen Betriebsstätte in ihren Wohnungen beschäftigt“. Er teilte das Verlagssystem in drei Gruppen ein:
- Der Hausarbeiter beschafft sich die Rohstoffe selbst und besitzt auch eigenes Werkzeug.
- Der Verleger liefert den Rohstoff, der Hausarbeiter besitzt das Werkzeug.
- Der Verleger liefert den Rohstoff und besitzt das Werkzeug.

Die dritte Form ist heute die eigentliche Heimarbeit, für die der Unternehmer die Arbeits- und Produktionsmittel bereitstellte.

## Auf dem Land
Die landwirtschaftliche Arbeit zeichnet sich durch eine relative Saisonabhängigkeit aus. Abhängig von der Art der betriebenen Landwirtschaft kann es in Winter und Sommer zu Phasen kommen, in denen Unterbeschäftigung besteht. Während große Bauernhöfe über ein normales Jahr ein ausreichendes Auskommen für die Familie produzierten, waren die Besitzer von kleinen und kleinsten Bauernhöfe zunehmend auf einen Nebenerwerb angewiesen. In den Realteilungsgebieten Südwestdeutschlands war die Anzahl von Kleinstbauern besonders hoch, in Ostdeutschland war die unterbäuerliche Schicht besonders groß. Zum 19. Jahrhundert hatte sich ein großer Bevölkerungsteil gebildet, der auf Nebenerwerb sowohl angewiesen war als auch die strukturellen und handwerklichen Fähigkeiten besaß, ihn tatsächlich auszuführen. Durch die teilweise Eigenproduktion von Nahrungsmitteln war ihr Zusatzbedarf aber recht gering, so dass die Verleger hier billige Arbeitskraft abschöpfen konnten. Im Vergleich zur Stadt war das Einkommen auf dem Land geringer, was die überwiegende Konzentration von Verlagen dort erklärt. Die Ausgaben für den Arbeitslohn lagen geringer als die zusätzlichen Kosten für den Transport der Fertigwaren vom einzelnen Heimwerker in die Zentrale und den gegenläufigen Transport der Rohstoffe.

## Verlage und Zünfte
Verlegte gab es vor allem auf dem Land, aber auch in der Stadt wurden Handwerker in ein Verlagssystem eingebunden. In der Stadt stieg im 18. Jahrhundert die Anzahl der Handwerker. Eine zunehmende Gruppe konnte auch in der sozial und wirtschaftlich gesicherten Zunftordnung kein ausreichendes Auskommen finden und begab sich in einen von ihnen im Grunde verhassten Verlag. Tatsächlich waren die Zünfte bekennende Gegner der Verlage. Ihnen stand hier ein mächtiger Konkurrent gegenüber, der, außerhalb der Stadt beheimatet, nicht in die Zunftordnung integrierbar war. Unter dem Verlagssystem standen sich Zünfte der Arbeiter den Zünften der Verleger gegenüber. Die Klagen der Zünfte über mangelnde Qualität der Massenprodukte können berechtigt gewesen sein, müssen aber hinsichtlich der zugrunde liegenden klaren Geschäftsinteressen der Zünfte kritisch betrachtet werden. Trotz aller Kritik waren die alten Zünfte nicht in der Lage, dem Verlagssystem nachhaltige Grenzen zu setzen. Gegen die Geschäftsinteressen der häufig in den Städten lebenden Verlagsbetreiber waren sie letztendlich machtlos.

## Wirtschaftliche Lage der Heimarbeitenden
Die Heimarbeitenden wurden durch den Eintritt in das Verlagssystem von selbständig in bäuerlicher Subsistenzwirtschaft Tätigen zu Lohnarbeitern, die fremde Anforderungen gegen Stücklohnzahlung zu erfüllen hatten. Für die Heimarbeiter bedeutete das Verlagssystem erhöhte Abhängigkeit, ihre vermeintliche Selbständigkeit als Gewerbetreibende erwies sich als Illusion, denn sie verkauften nur noch ihre Arbeitskraft. Der Heimarbeiter hörte auf, ein direkter Marktteilnehmer zu sein. Oft war er der Ausbeutung durch den Verlag ausgeliefert, ohne Verhandlungsmacht durch Gewerkschaft oder Zunft und ohne Sicherheiten, insbesondere in Krisenzeiten. Das bedeutete einen Verlust von Freiheit für den Arbeitenden, es war aber oft die einzige Möglichkeit, die ihn vor dem Verhungern bewahrte. Die Heimwerkenden wurden sicherlich in den meisten Fällen durch den Verleger ausgebeutet und ihre Arbeitskraft zu geringstmöglichen Kosten abgeschöpft. Dem Lohn der Verlegten wurden die Kosten für die Rohstoffe gleich abgezogen, z. T. wurde nicht mit Geld, sondern mit Nahrungsmitteln oder mit den eigens gefertigten Waren gezahlt (siehe Trucksystem). Insbesondere als die Heimarbeit nicht mehr mit der maschinellen Produktion aus dem Ausland konkurrieren konnte und die Verleger die Preise unter das Erträgliche drücken wollten, kam es zu Aufständen.
Bei der Beurteilung der Verlage hinsichtlich des Pauperismus ist aber zu beachten, dass die Kleinbauern und insbesondere die unterbäuerlichen Schichten auch durch Grundherren und Landesherren bis an die Existenzgrenze mit Steuern, Frondiensten und Gesindezwang belastet wurden. In diesem Sinne ist das System des Verlags keine Besonderheit.

## Heutige Situation
In Deutschland existiert heute praktisch kein größeres Verlagssystem mehr. Eine Ausnahme war die Schutzmaskenherstellung aus Stoff 2020, es wurden Heimarbeiter, Hausgewerbetreibende und Lohnnähereien eingebunden.
Im Bereich des Heubergs wird dieses System mit Unternehmern von Kleinbetrieben und Hausgewerbetreibenden im Souterrain ihres Wohnhauses scherzhaft als „die Souterrain-Fabrikanten“ bezeichnet. Oft handelte es sich oft um sehr bescheidene Seldnerhäuser mit zwei Zimmern und beispielsweise Nähmaschinen im Souterrain.
Global gesehen existiert es immer noch, da große Firmen ihre Bauteile in Ländern der Dritten Welt produzieren, sei es im Bereich der Einzelteilefertigung oder in der Textilindustrie. In Hongkong werden Papierblumen und Spielzeug vielfach im Verlagssystem hergestellt. Weit verbreitet ist das Verlagssystem in Chinas Spielzeugindustrie und in der Schmuckindustrie Indiens und Chinas. In Ecuador werden Holzkisten in dezentraler Hausarbeit hergestellt. In Deutschland nennen sich manche Biergroßhändler noch traditionell Bierverlag.
Anstelle des veralteten Begriffs Verlagssystem gibt es heute Formen der dezentralen Arbeitsorganisation, welche die wesentlichen Merkmale des Verlagssystems beinhalten. Dazu gehören Heimarbeit, Telearbeit, Teleheimarbeit oder häusliches Arbeitszimmer (englisch home office). Sie alle haben gemeinsam, dass Arbeitskräfte in der eigenen Wohnung im Auftrag eines Unternehmers Produkte oder Dienstleistungen gegen Entgelt erstellen, die der Unternehmer auf eigenes Unternehmerrisiko vermarktet.